# Sandro Carniel
Sandro Carniel (Vittorio Veneto, 10 novembre 1970) è un oceanografo, climatologo e divulgatore scientifico italiano.

## Biografia
Sandro Carniel nasce a Vittorio Veneto,  provincia di Treviso, il 10 novembre 1970. Diplomatosi dal liceo scientifico, si laurea in Scienze Ambientali con indirizzo marino presso l’Università Ca' Foscari di Venezia, dove consegue anche il dottorato di ricerca.
La sua carriera ha inizio a Venezia, presso l’Istituto di Scienze Marine del Consiglio Nazionale delle Ricerche.
Dirigente di Ricerca presso l’Istituto di Scienze Polari del Consiglio Nazionale delle Ricerche, dal 2019 al 2025 ha diretto la Divisione di Ricerca del centro NATO STO CMRE di La Spezia, unico centro di ricerca e sperimentazione marittima della NATO.
I suoi temi di ricerca toccano prevalentemente aspetti legati al rapporto tra oceani e cambiamento climatico, le relative implicazioni di sicurezza e le nuove tecnologie applicate al mondo della ricerca oceanografica, come intelligenza artificiale, veicoli autonomi sottomarini (AUV) e tecnologie quantistiche.

## Ruolo pubblico
Carniel è membro (pro bono) del consiglio scientifico di One Ocean Foundation e dell’Area marina protetta delle Cinque Terre, dove è impegnato a divulgare il ruolo degli oceani nel fornire servizi ecosistemici essenziali.
È inoltre membro del Comitato Scientifico della rivista di divulgazione scientifica Sapere e vicepresidente della Ocean Science Division della European Geosciences Union (EGU).
Ha partecipato e contribuito ai testi di trasmissioni divulgative per i canali Rai Scuola quali Memex, Nautilus, I luoghi della Scienza, trasmissioni Rai come Superquark, Sapiens - Un solo pianeta, Linea Blu, Niagara - Quando la natura fa spettacolo, Speciale TG1, occupandosi di temi legati al rapporto tra clima e oceani, biodiversità nei mari e tecnologie subacquee.
È stato invitato a commentare su tematiche quali innalzamento del livello del mare, stabilità climatica e ruolo degli oceani in trasmissioni quali Unomattina, Geo, Kilimangiaro e in trasmissioni radiofoniche come Radio di Bordo (Rai Radio 1) e Radio Deejay.
Tra le sue apparizioni pubbliche, ricordiamo la presenza a TEDx di Trento e al ciclo di incontri Prepararsi al futuro, organizzato da Piero Angela e Piero Bianucci.
Sul fronte della carta stampata, ha collaborato con Le Scienze, la rivista della Società meteorologica italiana Nimbus, il sito web del Corriere della Sera, 
la Repubblica, Treccani, Sapere e altre testate ancora.
Significative anche le collaborazioni con il mondo dell’arte; tra queste, va ricordato il contributo insieme al saggista Franco “Bifo” Berardi a Leviathan, progetto multidisciplinare dell’artista Shezad Dawood tenutosi nel 2017 a Venezia, sull’intersezione tra cambiamento climatico, flussi migratori e salute mentale nell’Antropocene.
Grazie ai suoi studi di oceanografia applicati alle scienze forensi, nel 2001 ha contribuito alla soluzione di un noto caso giudiziario, i cui risultati sono stati riportati anche dalla rivista ScienceDirect. È autore e co-autore di oltre 250 pubblicazioni scientifiche tra riviste peer-reviewed e comunicazioni a convegni internazionali, e viene incluso nella lista dei Top Italian Scientists.

## Premi e riconoscimenti
Nel 2018, Carniel si è aggiudicato il Premio Letterario Costa Smeralda, sezione saggistica, con "Oceani, il futuro scritto nell’acqua" (Hoepli edizioni).
Nel 2022, è stato insignito del premio Tridente d’oro.
Nel 2024, Carniel è stato eletto International Fellow dell’Explorers Club. Nello stesso anno, il suo "Il Mare che Sale" ha ricevuto la Menzione d'Onore nella rassegna letteraria Pagine d'aMare , patrocinata dal  Ministro per la Protezione Civile e le Politiche del Mare e il Ministero della Cultura, nata per promuovere e diffondere la cultura del mare. 

## Opere
- Hybris. I limiti dell’uomo tra acque, cieli e terre (con Alberto Camerotto), 2014 , Mimesis Edizioni, ISBN 9788857523040
- Oceani, il futuro scritto nell’acqua, 2017, Hoepli Edizioni, ISBN 9788820379858
- C’era una volta il bosco (con Paola Favero), 2019, Hoepli Edizioni, ISBN 9788820391881
- Il Mare che Sale, 2022, Dedalo Edizioni, ISBN 9788822016157
- Rotte mediterranee. Viaggio sull'onda del cambiamento climatico, 2025, Ediciclo editore